# Saul Friedländer
Saul Friedländer (* 11. října 1932 Praha jako Pavel Friedländer) je izraelsko-americký historik. Narodil se v zámožné německy mluvící české židovské rodině, která roku 1938 uprchla před Hitlerem do Francie. Jeho rodiče byli v okupované Francii dopadeni a pravděpodobně zavražděni v Osvětimi, Saul však přežil pod jménem Paul-Henri Ferland v katolickém internátu Saint-Béranger. Po válce se Friedländer stal sionistou a přívržencem levice; roku 1948 se odstěhoval do Izraele a změnil si jméno na Saul. Historii studoval v Paříži a přednášel na několika univerzitách, nejdříve v Izraeli, pak v USA, kde se usadil. Věnuje se zejména dějinám židovstva a holokaustu.